# ソコトラ県
ソコトラ県（ソコトラけん、アラビア語: أرخبيل سقطرى 、ラテン文字転写：ʾArḫabīl Suquṭrā、英語: Soqatra Governorate）は、イエメンの県の一つ。県都はソコトラ島のハディブ（حاديبو)。
世界遺産であるソコトラ島が領域であり、イエメンの行政区画の中では唯一アラビア半島を管轄内に入れていない。

## 歴史
イギリスが保護国化する前まではマフラ首長国がソコトラを支配しており、Mahra Sultanateは後に南アラビア連邦に加盟し、1967年には南イエメンとして独立している。独立後はアデン県に属しており、統一後はアデン県からハドラマウト県に行政移管している。その後、2013年12月18日にハドラマウト県から分離し、イエメンで最も新しい22番目の県になった。

### アラブ首長国連邦による占領
2018年4月30日、アラブ首長国連邦がソコトラ諸島を占領した。5月14日、ソコトラ諸島はイエメンに返還された。

## 下位行政区画

ソコトラ県は、2つの地区に分かれる。人口値は2004年国勢調査による。
- ヒダイブ地区（英語版）：人口34,011人。ソコトラ島東部～中部を領域とする。

- クレンシャ・ワ・アブ・ドゥル・クーリー地区（英語版）：人口10,109人。ソコトラ島西部と離島のアブドゥルクーリー島、その他小島を含んだ地域。